# أم دوينة (قرية)
أم دوينة، تتوسط قرى شمال غرب الجزيرة الخضراء وتتبع لمحافظة الحصاحيصا محلية المسلمية في السودان.
من الناحية الشرقية تجد الأراضي الزراعية ومن الناحية الجنوبية تمر على طولها قناة ري «ترعة أم دوينة» وبينها ومشارف القرية نجد المدرسة الثانوية وميدان كرة القدم القديم والذي انتقل حاليا بشرق القرية.